# 1871 en Lorraine
Chronologie de la Lorraine
- 1867
- 1868
- 1869
- 1870
- 1871
- 1872
- 1873
- 1874
- 1875

Cette page est une liste d'événements qui se sont produits durant l'année 1871  en Lorraine.

## Éléments contextuels

L'Alsace Lorraine dans l'empire allemand.

- 25 états souverains fondent en 1871 l'Empire allemand, État fédéral comprenant en outre une Terre d'Empire, l'Alsace-Lorraine et un empire colonial allemand. La plupart de ces États souverains étaient auparavant membres de la Confédération de l'Allemagne du Nord.
- Lorsque l'Alsace-Lorraine (actuels départements du Bas-Rhin, du Haut-Rhin et de la Moselle) est annexée par l'Empire allemand en 1871, plusieurs brasseurs alsaciens délocalisent leur production dans les trois départements lorrains restés français (Meurthe-et-Moselle, Vosges et Meuse) pour ne pas avoir à payer de droits de douane.
- La ville de Metz, qui comptera pendant la période de l'annexion une trentaine de sociétés musicales et chorales[1], et de nombreux cafés-concerts[2], connaît alors une vie musicale intense.
- À la suite du traité de Francfort, un certain nombre de personnes lorraines ayant opté pour la nationalité française, ont migré vers l'Algérie[3].

## Événements

Départements lorrains avant 1871, figurés par les différentes couleurs. En noir, le tracé des limites actuelles de départements

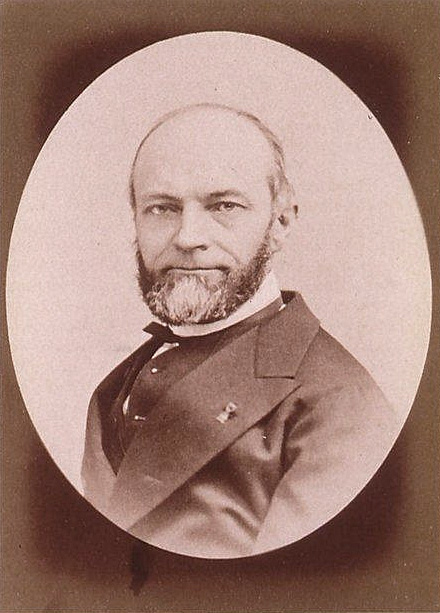
Gustave Steinheil.

- Début des travaux qui feront de Metz le plus grand camp retranché d'Europe[4].
- Ouverture de la Mine de Moulaine[5].
- Achèvement des travaux de la Basilique Saint-Epvre de Nancy, commencés en 1863[6].
- Les habitants des territoires annexés par l'Allemagne en 1871 avaient la possibilité de rester Français, en quittant leur région pour rejoindre la France. Ces personnes, appelées optants, furent estimées au nombre de 50 000, dont 11 200 en Lorraine, et une partie d'entre elles s'installa en Lorraine française, surtout à Nancy, à tel point que le rapport des populations entre Metz et Nancy s'inversa, passant de 2:1 à 1:2. Le rattrapage démographique de Nancy par rapport à Metz, contraint par ses fortifications, avait cependant débuté dès la restauration française et en 1870 les populations des deux villes étaient équivalentes[7].
- Après la guerre, on entreprend la construction de fortifications de part et d'autre de la frontière, selon les théories de Séré de Rivières côté français et de Hans von Biehler côté allemand. Les forts de Metz et ceux de Thionville, intégrés aux fortifications de la Moselstellung, répondent aux forts de Verdun, Toul, Villey-le-Sec ou Mont-lès-Neufchâteau.
- Gustave Steinheil est élu député des Vosges de 1871 à 1872, siégeant à la droite de l'hémicycle.
- Eduard von Möller est nommé Oberpräsidenten du Reichsland Elsaß-Lothringen. Il occupera ce poste jusqu'en 1879.

### Janvier
- 22 janvier : un corps de francs-tireurs fait sauter le pont de Fontenoy-sur-Moselle[8].
- 25 janvier : capitulation de Longwy[8].
- 29 janvier : signature d'un armistice d'un mois [9]

### Février

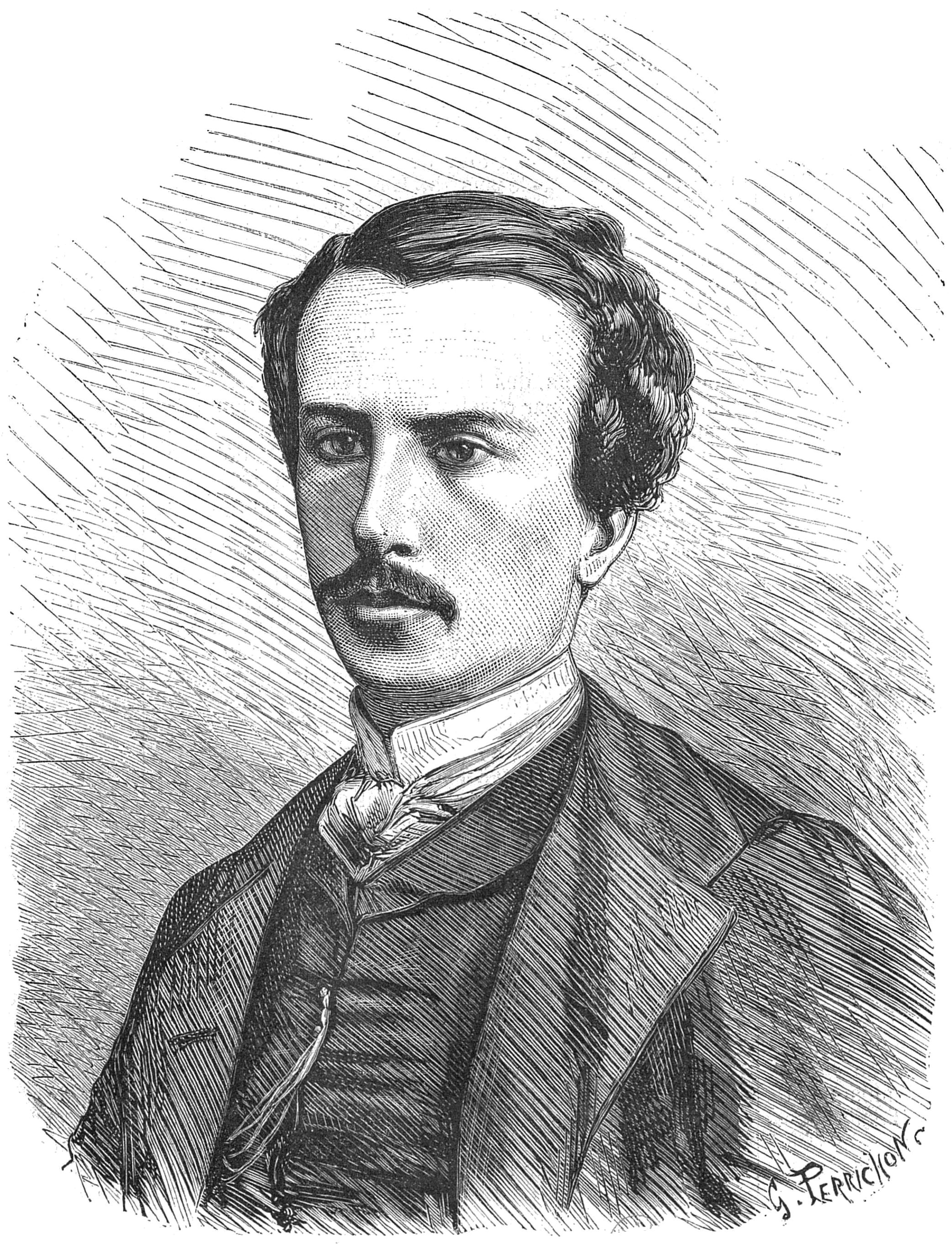
Charles de Ravinel.

- 8 février, sont élus députés du nouveau département de Meurthe-et-Moselle : Georges La Flize; Antoine Viox, siégeant à la Gauche républicaine jusqu'en 1874; Édouard Bamberger, siège jusqu'en 1876  avec la Gauche républicaine; Marc Brice, siège jusqu'en 1876  avec la Gauche républicaine; Camille Claude siégeant jusqu'en 1876 au groupe de la Gauche républicaine; Félix Deschange, Élu député de la Moselle, il démissionne avec les autres députés des territoires annexés, le 1er mars 1871, à la demande de l'Assemblée, il reprend sa place et siège jusqu'en 1876 au groupe de la Gauche républicaine; Edmond Berlet , il vote l'amendement Wallon et l'ensemble des lois constitutionnelles fondant la IIIe République; Antoine Viox, de 1871 à 1874, siégeant à la Gauche républicaine; Henri Varroy et Étienne Ancelon.
- 8 février, sont élus députés de la Meuse : Eugène Billy, qui siège jusqu'en 1878. Inscrit à la gauche de l'Assemblée, il vote avec les républicains pour le retour de l'Assemblée à Paris et contre le ministère de Broglie; Paulin Gillon; Auguste Grandpierre : siégeant jusqu'en 1879 au centre-gauche, il est l'un des 363 qui refusent la confiance au gouvernement de Broglie, le 16 mai 1877, il démissionne pour raison de santé en 1879; Charles Louis Benoit, député de la Meuse de 1871 à 1876 siégeant au centre-droit; Ernest Picard; Henri Bompard et Charles Louis Benoit.
- 8 février, élus députés de la Moselle annexée : Édouard Bamberger, élu représentant de la Moselle à la Chambre des députés, il démissionne comme les autres députés protestataires, puis seul reprend sa démission et continue à siéger... en tant que député de Meurthe-et-Moselle jusqu'en 1876  avec la Gauche républicaine; Félix Deschange, il démissionne avec les autres députés des territoires annexés, le 1er mars 1871, à la demande de l'Assemblée, il reprend sa place et siège jusqu'en 1876 au groupe de la Gauche républicaine; Théophile Nicolas Noblot, démissionnant le 1er mars 1871 avec les autres députés des territoires annexés, il est député de Meurthe-et-Moselle de 1883 à 1889, siégeant à gauche et Bardon : élu député protestataire de la Moselle, il démissionne de ses fonctions le 1er mars 1871, moins d'un mois après son élection.
- 8 février, sont élus députés des Vosges : Maurice Aubry, siégeant au centre droit jusqu'en 1776, il s'inscrit à la Réunion des Réservoirs et au Cercle Colbert; personnage important dans les milieux monarchistes, c'est en partie chez lui que se réunit la commission des neuf, qui tenta la fusion entre légitimistes et orléanistes, en vue de restaurer la monarchie, en 1873; Nicolas Claude, qui siège au centre gauche; Charles Contaut, qui siège au centre gauche jusqu'en 1876; Émile Georges. Il rédige à cette époque  un Projet de constitution républicaine (1871)[10]; Charles de Ravinel; Gustave Steinheil, démissionnaire, remplacé par Jules Méline; Jules Ferry et Louis Buffet.
- 13 février : Cessez le feu dans l'est de la France[11].
- 17 février : le député Émile Keller lit la Protestation de Bordeaux[9].
- 26 février : le traité préliminaire de paix du 26 février 1871 met fin aux combats entre la France et l'Allemagne.

### Mars

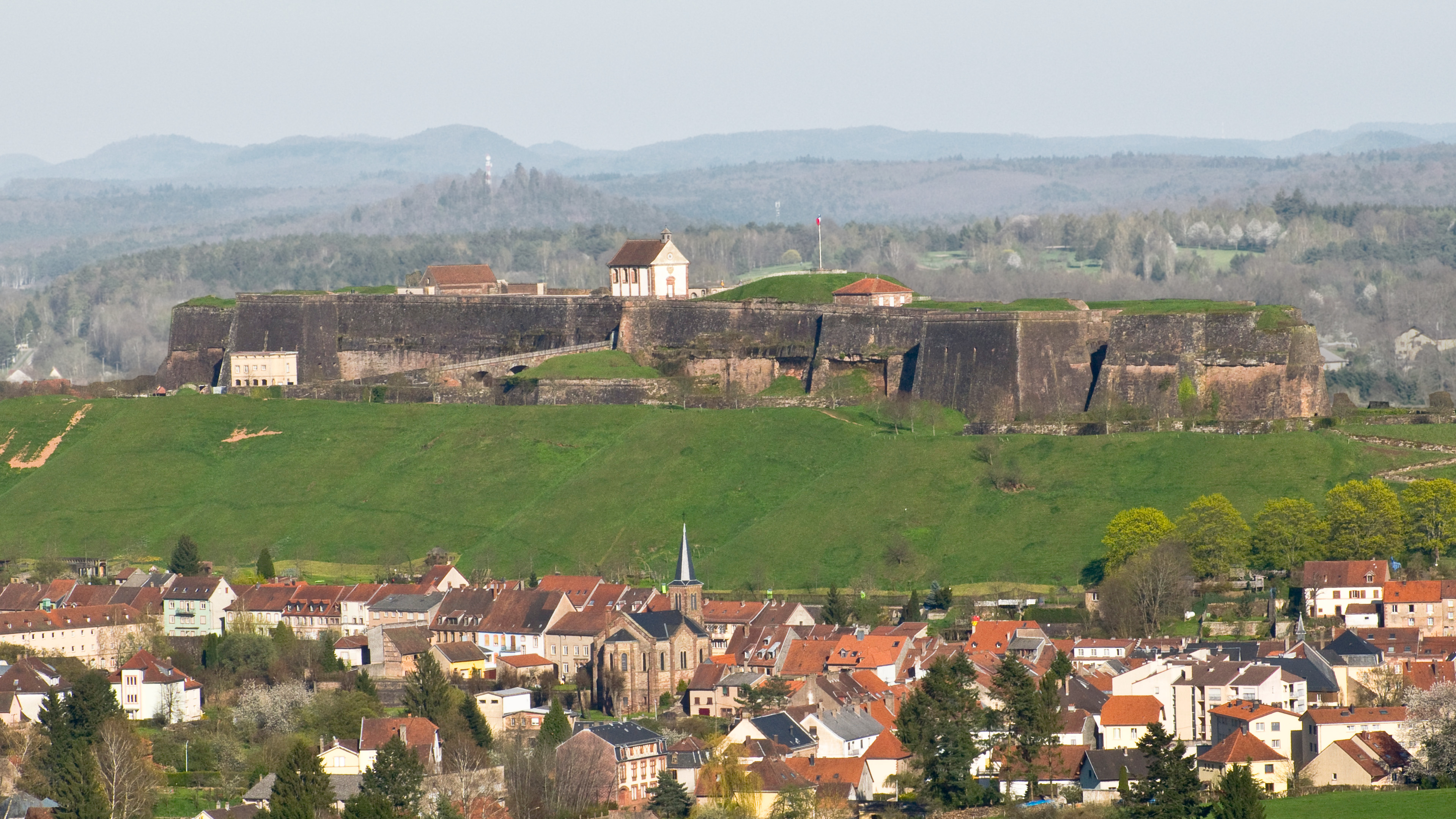
Citadelle de Bitche.

- 1er mars : « ... Livrés au mépris de toute justice et par un odieux abus de la force à la domination de l'étranger, nous avons un dernier devoir à remplir. Nous déclarons encore une fois nul et non avenu un pacte qui dispose de nous sans notre consentement. La revendication de nos droits reste à jamais ouverte à tous et à chacun, dans la forme et la mesure que notre conscience nous dictera. Au moment de quitter cette enceinte... la pensée suprême que nous trouvons au fond de nos cœurs est une pensée d'inaltérable attachement à la patrie dont nous sommes violemment arrachés... Vos frères d'Alsace et de Lorraine, séparés en ce moment de la famille commune, conservent à la France absente de leurs foyers une affection fidèle jusqu'au jour où elle viendra y reprendre sa place[12]. »
- 12 mars : contrainte par l'armistice, la Citadelle de Bitche ouvre ses portes sans avoir capitulé[11].
- 25 mars : les troupes Françaises quittent Bitche après un siège de 230 jours, du 8 août 1870 au 26 mars 1871 ! Sur ordre du nouveau gouvernement. La garnison qui ne s'est pas rendue, sort de la forteresse avec armes, bagages et canons de campagne pour regagner les lignes françaises[13].
- 26 mars : les troupes allemandes pénétrèrent à Bitche par la porte de Phalsbourg où le commandant Teyssier remit les clefs de la place au colonel Kohlermann. La veille, le maire de Bitche, Monsieur Lamberton, avait demandé à ses concitoyens de ne pas huer les Allemands par crainte de représailles. Après avoir été française depuis 1766, la ville de Bitche devenait allemande.

### Mai
- 10 mai : Jules Favre[13] signe le traité de Francfort[11]. Une partie de la Lorraine est annexée : le département de la Moselle sauf l'arrondissement de Briey, les arrondissements de Sarrebourg et de Château-Salins dudépartement de la Meurthe ainsi que quelques communes des Vosges, les cantons de Saales et Schirmeck.

### Juin
- 9 juin : incorporation de l'Alsace-Lorraine dans l'Empire Allemand[9]. L'Alsace et la Moselle forment le Reichsland[11],[14].
- 21 juin : 100 000 hectares de terres sont proposés aux Alsaciens-Lorrains en Algérie[15].

### Juillet

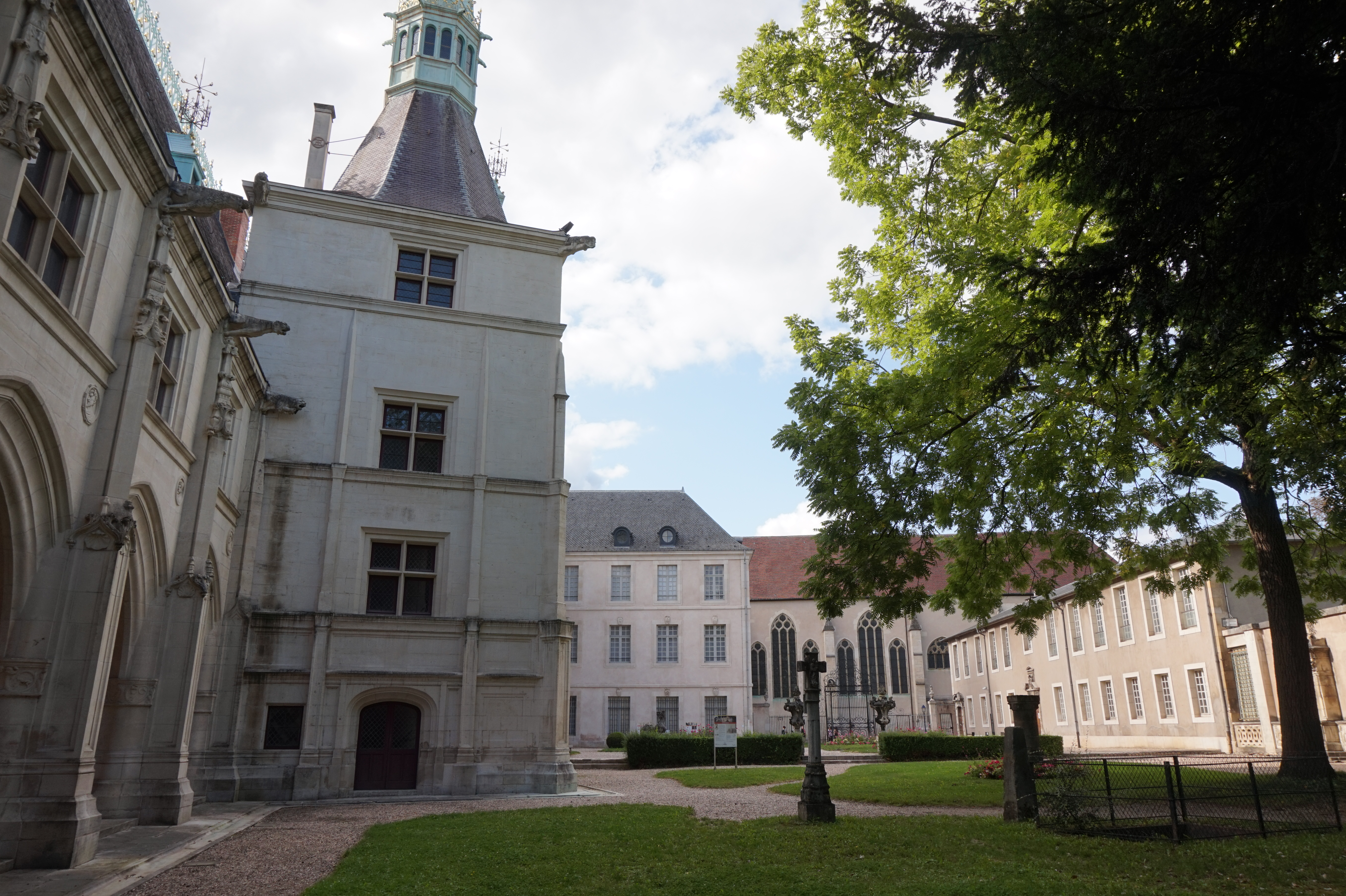
Musée lorrain, tour de l'horloge.

- Un incendie au Musée lorrain de Nancy détruit la galerie, la tour de l'horloge ainsi que la toiture du palais du duc Antoine[16].

### Août
- 16 août : publication par la Chancellerie du Reich du décret relatif à l'option offrant la possibilité aux habitants des territoires occupés de rester Français à condition d'émigrer vers la France[11]

### Septembre
- 6 septembre : prise de fonction du président supérieur d'Alsace-Lorraine Moeller[9].
- 7 septembre : création du département de Meurthe-et-Moselle par regroupement des restes des départements de Meurthe et de Moselle[17].

### Décembre
- 30 décembre : loi sur l'organisation civile de l'Alsace-Lorraine comprenant le paragraphe dit de la dictature[9].

## Naissances

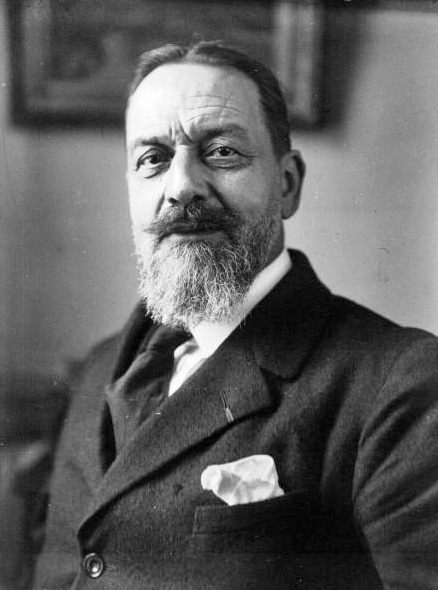
Louis Madelin.

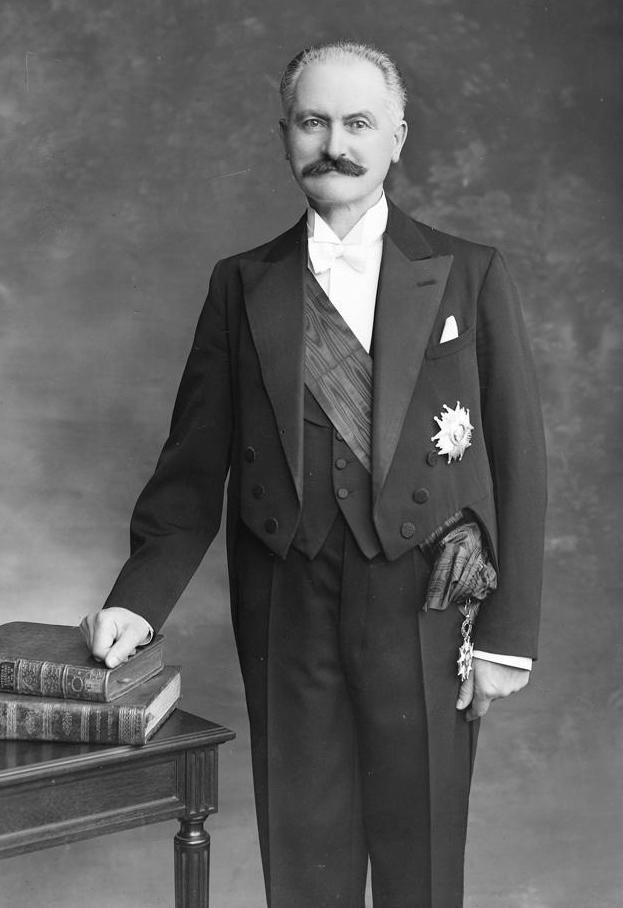
Albert Lebrun en 1932

- 1er janvier à Nancy : Henri Alphonse Brin connu sous le pseudonyme de Charles Dalmorès, mort le 6 décembre 1939 à Hollywood, chanteur d'opéra ténor français.
- 13 janvier à Saulxures-sur-Moselotte : Henri Claudel, mort le 20 février 1956 à Nice (Alpes-Maritimes)[18], général de division français, grand-croix de la Légion d'honneur, médaillé militaire.
- 19 janvier à Metz : Lucie Rogues, morte le 14 mars 1965 à Saint-Denis, peintre.
- 7 février à Faulx (Meurthe) : Louis Marin, mort à Paris le 23 mai 1960, est un professeur d'ethnographie, membre de l’Académie des sciences morales et politiques, et homme politique français, député de Meurthe-et-Moselle de 1905 à 1951.
- 1er avril à Holving : Josef Karst, mort en 1962, orientaliste allemand spécialiste de l'arménien. On lui doit la première traduction en allemand du manuscrit arménien de la Chronique d'Eusèbe de Césarée.
- 4 mai à Saint-Dié-des-Vosges : Fernand Baldensperger, mort le 24 février 1958 à Suresnes, universitaire français qui compte parmi les fondateurs de la littérature comparée[19].
- 8 mai, à Neufchâteau (Vosges) : Louis Emile Marie Madelin, historien et député français, mort à Paris le 18 août 1956 et inhumé au Cimetière de Grenelle.
- 18 mai à Nancy : Édouard Louis Henry-Baudot, mort à Cannes le 2 février 1952[20], peintre et graveur postimpressionniste français.
- 24 mai à Nancy : Louis Marchal (1871-1954), architecte français du mouvement Art nouveau.
- 29 mai à Bratte : Louis Michel, homme politique français  décédé le 31 octobre 1936 à Nancy.
- 29 juin à Bouzonville en Lorraine : Louis Hackspill (1871-1945), religieux catholique et un homme politique français, décédé le 19 décembre 1945 à Craincourt (Moselle). Il fut député allemand au Landtag d'Alsace-Lorraine de 1911 à 1918, puis député français de 1919 à 1924.
- 3 juillet à Lunéville : Camille-Joseph Spire, décédé à Paris le 4 octobre 1932, médecin français.
- 22 août, Nancy : Émile André, issu d'une famille d'entrepreneurs et d'architecte, mort le 10 mars 1933 à Nancy, est un architecte français et un artisan.
- 29 août à Mercy-le-Haut (alors en Moselle): Albert Lebrun, mort le 6 mars 1950 à Paris (16e), homme d'État français, président de la République française de 1932 à 1940.
- 18 septembre à Remiremont : Marthe Distel, morte le 1er avril 1934 à Saint-Leu-la-Forêt, journaliste française, fondatrice de la revue de cuisine La Cuisinière Cordon Bleu et de l'école du Cordon Bleu.

## Décès
- 29 janvier à Nancy : Mgr Jules Level[21] (né le 20 septembre 1802, à Nancy), prélat français.
- 25 à Nancy : Charles Boersch, journaliste et homme politique français né le 12 mars 1811 à Strasbourg.